# G. P. Kanton Aargau 2019
La 56.ª edición de la clásica ciclista G. P. Kanton Aargau fue una carrera en Suiza que se celebró el 13 de junio de 2019 sobre un recorrido de 185,9 kilómetros con inicio y final en la ciudad de Leuggern.
La carrera hizo parte del UCI Europe Tour 2019, dentro de la categoría 1.HC. El vencedor final fue el noruego Alexander Kristoff del UAE Team Emirates seguido de Andrea Pasqualon y Reinardt Janse van Rensburg.

## Equipos participantes
Tomaron parte en la carrera 18 equipos: 5 de categoría UCI WorldTeam; 6 de categoría Profesional Continental;  6 de categoría Continental; y la selección nacional de Suiza. Formando así un pelotón de 123 ciclistas de los que acabaron 109. Los equipos participantes fueron:
| WorldTeams (5)- UAE Team Emirates - Bora-hansgrohe - Dimension Data - Katusha-Alpecin - EF Education First Equipos continentales profesionales (6)- Androni Giocattoli-Sidermec - Gazprom-RusVelo - Nippo Vini Fantini Faizanè - Sport Vlaanderen-Baloise - Total Direct Énergie - Wanty-Groupe Gobert Equipos continentales (6)- Amore & Vita-Prodir - Sangemini-Trevigiani-MG.Kvis - Akros-Renfer - Swiss Racing Academy - Team Vorarlberg-Santic - IAM Excelsior Equipo nacional- Suiza |
| |

## Clasificación final
- Las clasificaciones finalizaron de la siguiente forma:[4]

| \| Clasificación general \| Clasificación general \| Clasificación general \| Clasificación general \| Clasificación general \| \| Ciclista \| Ciclista \| Equipo \| Tiempo \| \| \| --------------------- \| --------------------------- \| --------------------------- \| --------------------- \| --------------------- \| \| 1.º \| Alexander Kristoff \| UAE Team Emirates \| 4 h 26 min 57 s \| \| \| 2.º \| Andrea Pasqualon \| Wanty-Gobert \| + 0 s \| \| \| 3.º \| Reinardt Janse van Rensburg \| Dimension Data \| + 0 s \| \| \| 4.º \| Michael Schwarzmann \| Bora-Hansgrohe \| + 0 s \| \| \| 5.º \| Andrea Vendrame \| Androni Giocattoli-Sidermec \| + 0 s \| \| \| 6.º \| Thomas Boudat \| Total Direct Énergie \| + 0 s \| \| \| 7.º \| Fabian Lienhard \| IAM Excelsior \| + 0 s \| \| \| 8.º \| Rick Zabel \| Katusha-Alpecin \| + 0 s \| \| \| 9.º \| Marco Tizza \| Amore & Vita-Prodir \| + 0 s \| \| \| 10.º \| Michael Albasini \| Mitchelton-Scott \| + 0 s \| \| |                             |                             |                 |
| |                             |                             |                 |
| |                             |                             |                 |
| Clasificación general |                             |                             |                 |
| Ciclista | Ciclista                    | Equipo                      | Tiempo          |
| 1.º | Alexander Kristoff          | UAE Team Emirates           | 4 h 26 min 57 s |
| 2.º | Andrea Pasqualon            | Wanty-Gobert                | + 0 s           |
| 3.º | Reinardt Janse van Rensburg | Dimension Data              | + 0 s           |
| 4.º | Michael Schwarzmann         | Bora-Hansgrohe              | + 0 s           |
| 5.º | Andrea Vendrame             | Androni Giocattoli-Sidermec | + 0 s           |
| 6.º | Thomas Boudat               | Total Direct Énergie        | + 0 s           |
| 7.º | Fabian Lienhard             | IAM Excelsior               | + 0 s           |
| 8.º | Rick Zabel                  | Katusha-Alpecin             | + 0 s           |
| 9.º | Marco Tizza                 | Amore & Vita-Prodir         | + 0 s           |
| 10.º | Michael Albasini            | Mitchelton-Scott            | + 0 s           |

## UCI World Ranking
La G. P. Kanton Aargau otorgó puntos para el UCI Europe Tour 2019 y el UCI World Ranking, este último para corredores de los equipos en las categorías UCI WorldTeam, Profesional Continental y Equipos Continentales. Las siguientes tablas son el baremo de puntuación y los 10 corredores que obtuvieron más puntos:
| Posición              | 1.º | 2.º | 3.º | 4.º | 5.º | 6.º | 7.º | 8.º | 9.º | 10.º | 11.º | 12.º | 13.º | 14.º | 15.º | 16.º-30.º | 31.º-40.º |
| Clasificación general | 200 | 150 | 125 | 100 | 85  | 70  | 60  | 50  | 40  | 35   | 30   | 25   | 20   | 15   | 10   | 5         | 3         |

| Clasificación |                             |                             |         |
| Posición      | Ciclista                    | Equipo                      | General |
| ------------- | --------------------------- | --------------------------- | ------- |
| 1.º           | Alexander Kristoff          | UAE Emirates                | 200     |
| 2.º           | Andrea Pasqualon            | Wanty-Gobert                | 150     |
| 3.º           | Reinardt Janse van Rensburg | Dimension Data              | 125     |
| 4.º           | Michael Schwarzmann         | Bora-Hansgrohe              | 100     |
| 5.º           | Andrea Vendrame             | Androni Giocattoli-Sidermec | 85      |
| 6.º           | Thomas Boudat               | Total Direct Énergie        | 70      |
| 7.º           | Fabian Lienhard             | IAM Excelsior               | 60      |
| 8.º           | Rick Zabel                  | Katusha-Alpecin             | 50      |
| 9.º           | Marco Tizza                 | Amore & Vita-Prodir         | 40      |
| 10.º          | Michael Albasini            | Selección de Suiza          | 35      |